# Potila (Övertorneå)
Potila is een dorp binnen de Zweedse gemeente Övertorneå. Het is gelegen aan de Riksväg 99 en aan de Torne, die hier samen door het dal van de laatste liggen. Potila had tussen 1916 en 1992 een stationnetje aan de inmiddels opgeheven spoorlijn Karungi-Övertorneå.
Potila (Zweeds:Bådde) is ook de naam van een dorp binnen de Finse gemeente Laihia.
Bestuurscentrum: Övertorneå waaronder Turovaara
Tätort: Hedenäset · Juoksengi · Svanstein
Småort: Aapua · Haapakylä · Jänkisjärvi · Kuivakangas · Maaherra, Aili en Kieri · Neistenkangas · Pello · Poikkijärvi · Pudas · Rantajärvi
Overig: Alkullen · Armasjärvi · Bäckesta · Ekfors · Härkäsaadio · Hirvijärvi · Kannusjärvi · Kukasjärvi · Koutojärvi · Kuurajärvi · Kuusijärvi · Liehittäjä · Littiäinen · Luppio · Matojärvi · Mettäjärvi · Mukkajärvi · Oja · Olkamangi · Orjasjärvi · Pallakka · Penttäjä · Persomajärvi · Pirttijärvi · Potila · Puhkuri · Raitajärvi · Risudden-Vitsaniemi · Ruokojärvi · Ruskola · Siekasjärvi · Soukolojärvi · Soukolojoki · Vyöni · Ylinenjärvi · Ylinenjoki